# اتحاد توثيق تاريخ نساء ولاية واشنطن
اتحاد توثيق تاريخ نساء ولاية واشنطن (بالإنجليزية: Washington Women's History Consortium) هي منظمة غير ربحية تعمل لتوثيق المعلومات التاريخية المتعلقة بمساهمات وإنجازات النساء في ولاية واشنطن وحمايتها ونشرها. وقد تم تأسيس المنظمة عام 2005 من قِبل الهيئة التشريعية لولاية واشنطن وتُدار من قِبل الجمعية التاريخية لولاية واشنطن، وذلك بدعم من المجلس الاستشاري الذي يتم تعيينه من قِبل حاكم الولاية والهيئة التشريعية. ويقع مقر الاتحاد في متحف العاصمة وومركز التوعية بولاية واشنطن في أوليمبيا.

## معلومات تاريخية عن المنظمة
تأسست منظمة اتحاد توثيق تاريخ نساء ولاية واشنطن عام 2005 من قِبل الهيئة التشريعية لولاية واشنطن (RCW 27.34.360). وكان الهدف الأول للاتحاد يتمثل في جمع الوثائق التاريخية المتعلقة بالمساهمات والإنجازات التي حققتها النساء، وذلك في إطار التحضير لاحتفالية 2010 للاحتفال بالذكرى المئوية لمنح المرأة حق الاقتراع في الولاية. وقد أقيم الاحتفال بالذكرى المئوية في 8 نوفمبر 2010، وعُرف على مستوى الولاية باسم «يوم الابتهاج». وشهد الاحتفال عروضًا موسيقية ومسرحية وخطبًا وإعادة تفعيل إحدى المحاكم.
وفي عام 2006، أنشأ الاتحاد موقعًا إلكترونيًا شاملاً يتيح الحصول على الصور والوثائق الرقمية التي تمت المساهمة بها من قِبل شركاء مفوضين تشريعيًا من جميع أنحاء الولاية. ويحصل هؤلاء الشركاء على دعم مالي من المنظمة للتعاون والمساعدة في جمع المعلومات التاريخية المستخدمة في مجموعة اتحاد توثيق المعلومات التاريخية للنساء وحمايتها عبر الإنترنت. ويقوم الشركاء حاليًا برقمنة مجموعات المواد التاريخية الخاصة بمؤسساتهم، باستخدام البرامج الخاصة بالمنظمة.
، اشتمل الشركاء المفوضون تشريعيًا على مستوى الولاية على مكتبة وأرشيف ولاية واشنطن (التي تتم إدارتها من قِبل وزير الخارجية) وجامعة واشنطن الغربية وجامعة واشنطن وكلية ولاية إيفرجرين وجامعة واشنطن الوسطى وجامعة واشنطن الشرقية وجامعة ولاية واشنطن ومتحف نورث ويست للفنون والثقافة في سبوكان. ويتضمن الشركاء المنتسبين مكتبة إيفريت العامة ومتحف وادي ياكيما.
تعمل مجموعة اتحاد توثيق تاريخ النساء كقاعدة بيانات رقمية مركزية للموارد التي تتعلق ببحث ودراسة تاريخ المرأة في ولاية واشنطن. وتعمل المجموعة على تحسين توفر المعلومات الخاصة بمساهمات وإنجازات النساء، مع التركيز بشكل رئيسي على النصف الأخير من القرن العشرين. وتشمل مجالات الدراسة تاريخ النساء في الجيش والسياسة وحق الاقتراع والتعليم والترفيه والأزياء والرياضة. وتشمل الموارد التي يمكن الوصول إليها السير الذاتية والروايات التاريخية الشفوية وأرشيف الصحف والمنظمات والجداول الزمنية والمنشورات الرقمية ومعروضات المتاحف والصور والأوراق الشخصية.

## العضوية
تُخول العضوية في اتحاد توثيق تاريخ النساء في ولاية واشنطن بموجب القانون لضمان وجود ممثلين للمواطنين من جميع أنحاء الولاية. وتُدار المنظمة من قِبل الجمعية التاريخية لولاية واشنطن، وبدعم من مجلس المستشارين الذي يتألف من 15 عضوًا، من بينهم ممثلون عن مواطنين وشركات وعمال وجمعيات تاريخية ومؤسسات تعليمية وقبائل ومسؤولين عموميين.
ويكون حاكم الولاية مسؤولاً عن تعيين 11 عضوًا في المجلس الاستشاري، حيث يمثلون شريحة واسعة من الأفراد من جميع أنحاء الولاية، وذلك لضمان تنوع العضوية استنادًا إلى الموقع الجغرافي والتركيبة السكانية والخبرات التخصصية. ويتم اختيار عضوين من قِبل رئيس مجلس الشيوخ من بين مجلس شيوخ ولاية واشنطن، يمثل كل منهما أكبر مؤتمرين حزبيين. ويكون المتحدث باسم مجلس النواب مسؤولاً عن تعيين آخر عضوين، واللذين يمثل كل منهما أكبر مؤتمرين حزبيين لمجلس النواب.

## التكريم
- في عام 2010، تلقت منظمة اتحاد توثيق تاريخ النساء والجمعية التاريخية لولاية واشنطن منحة بقيمة 215000 دولار أمريكي من الوقف الأمريكي للعلوم الإنسانية لتوثيق «تاريخ النساء في ولاية واشنطن: توفير إمكانية الوصول إلى المجموعات الوثائقية الهامة والمحافظة عليها من خلال منظمة اتحاد توثيق تاريخ النساء في ولاية واشنطن». وكانت المنحة تهدف لتكون بمثابة جائزة مبادرة «نحن الشعب»، والتي يتم منحها تكريمًا للمنظمات والمشروعات والبرامج التي «تشجع على تعليم ودراسة وفهم التاريخ والثقافة والمبادئ الديمقراطية الأمريكية».
- في عام 2011، تم منح منظمة اتحاد توثيق تاريخ النساء في ولاية واشنطن جائزة الاستحقاق من قِبل لجنة الجمعية الأمريكية للتاريخ المحلي وتاريخ الولايات في احتفالية المنظمة بالذكرى المئوية لمنح المرأة حق الاقتراع.

## كتابات أخرى
- Stevenson, Shanna. Women's Votes, Women's Voices: The Campaign for Equal Rights In Washington, Washington State University Press, 2009. (ردمك 978-0-917048-74-6)

## وصلات خارجية
- الموقع الرسمي
- Washington State Historical Society
- The Free Online Encyclopedia of Washington State History